# Ora Namir
Ora Namir (in ebraico אורה נמיר‎?; Hadera, 1º settembre 1930 – Tel Aviv, 7 luglio 2019) è stata una politica e diplomatica israeliana, membro della Knesset dal 1974 al 1996, è stata Ministro dell'Ambiente e Ministro del Lavoro e della Previdenza Sociale negli anni 90. In seguito fu ambasciatrice d'Israele in Cina e Mongolia.

## Biografia
Ora Namir nacque nel 1930 a Hadera, all'epoca del mandato britannico in Palestina, da Miriam Tichtenberg (della città di Zdolbunov) e Panchas Toiv (della città di Koval). Quando aveva sei anni, si è trasferita con i suoi genitori a Moshav Hogla, dove è cresciuta e ha studiato. Durante la guerra arabo-israeliana del 1948 fu ufficiale nell'IDF,le Forze di Difesa Israeliane.  Diplomata al seminario Lewinsky per insegnanti, si recò poi negli Stati Uniti lavorando come segretaria nella delegazione israeliana presso le Nazioni Unite e studiando classici e letteratura inglese all'Hunter College di New York City. A seguito di un infortunio durante un allenamento sportivo, dovette tornare in Israele.

## Carriera politica e diplomatica
Namir è stata segretaria del gruppo parlamentare del Mapai e dell'amministrazione della coalizione durante la seconda Knesset (1951-1955), prima di recarsi negli Stati Uniti. Nel 1959 si sposò con Mordechai Namir, sindaco di Tel Aviv. In qualità di moglie del sindaco, partecipò ad attività pubbliche e rappresentò Israele anche fuori dal paese. La sua visita in India nel 1961 è stata descritta così in Ma'ariv: "La moglie del sindaco, la signora Ora Namir, non è solo una scorta passiva. Tiene incontri con giornalisti, conferenze e feste sociali. 'Ci sono stati molti casi in cui la volevano più di me', sottolinea il signor Namir". 

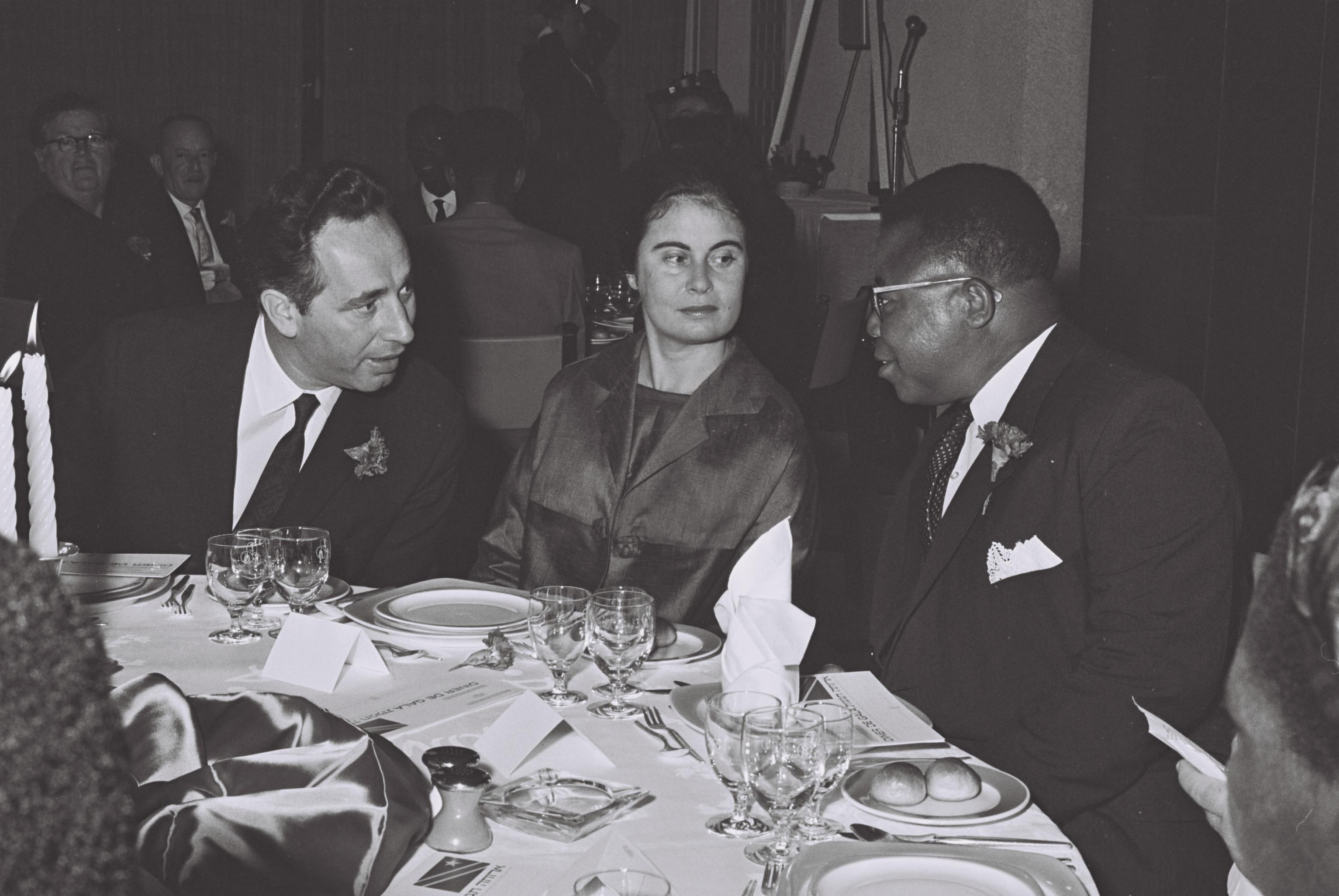
Ora Namir e il vice ministro della Difesa, Shimon Peres, con il presidente congolese Joseph Kaze-Wobo a una cena in suo onore a Tel Aviv, 1963

Nel 1965, fu premiata tagliando il nastro all'inaugurazione di Calvo Shalom. Nel giugno 1967 sostituì Deborah Netzer come segretaria dell'organizzazione "Tel Aviv Working Mothers". Nell'aprile 1970 fu eletta segretaria nazionale del Consiglio "Hapolot". Namir chiese che l'organizzazione fosse più attiva tra i membri del movimento e si oppose all'offuscamento dell'identità politica del movimento. Negli anni 1967-1979 è stata segretaria generale di "Naamat" a Tel Aviv e membro della segreteria nazionale dell'organizzazione fino al 1974.
Nel 1973 Namir fu eletta alla Knesset nella lista dell'"Allineamento" e dal 1975 al 1978 fu presidente del Comitato del Primo Ministro per l'esame della condizione delle donne in Israele. Pubblicò nel febbraio 1978 il primo rapporto su questo tema ha pubblicato il primo rapporto su questo argomento. Una delle principali raccomandazioni era quella di istituire un'autorità statale per monitorare la condizione delle donne, una raccomandazione che non venne attuata. Altre raccomandazioni erano di promulgare la legge sulle pari opportunità sul lavoro per riservare il 25% dei seggi alla Knesset per le donne, aprire alle donne tutte le posizioni non combattenti nell'IDF, istituire una giornata di studi e istruzione obbligatoria dall'età di 3 anni e la concessione di sussidi alle famiglie monoparentali.
Rieletta nel 1977, 1981, 1984 e 1988, Namir si candidò alle elezioni per la leadership del partito laburista nel 1992, ma arrivò quarta. Dopo aver mantenuto il suo seggio alle elezioni del 1992, venne nominata Ministro dell'Ambiente nel governo di Yitzhak Rabin, ma risultò impopolare tra il personale del ministero. Nel dicembre dello stesso anno divenne Ministro del Lavoro e della Previdenza Sociale (Rabin aveva mantenuto la posizione libera nella speranza di attrarre uno dei partiti ultra-ortodossi a unirsi alla coalizione), ruolo che mantenne quando Shimon Peres formò un nuovo governo dopo l'assassinio di Rabin.
Il 21 maggio 1996 si dimise dalla Knesset e dal governo per diventare ambasciatrice in Cina e ambasciatrice non residente in Mongolia, ruoli che ricoprì fino al 2000. Il suo seggio alla Knesset fu preso da Zvi Nir. Dopo essere tornata in Israele, entrò a far parte del partito "One Nation" e fu classificata quinta nella lista per le elezioni del 2003.  Tuttavia, il partito ottenne solo tre seggi.
Namir morì nella sua casa di Tel Aviv il 7 luglio 2019 all'età di 88 anni.  È stata sepolta nel cimitero di Moshav Hagala.

## Vita privata
Namir era sposata con Mordechai Namir, un politico che fu sindaco di Tel Aviv e ministro del Lavoro, 33 anni più anziano di lei.